# بخش مارلبرو (شهرستان استارک، اوهایو)
بخش مارلبرو (به انگلیسی: Marlboro Township) یک منطقهٔ مسکونی در ایالات متحده آمریکا است که در شهرستان استارک، اوهایو واقع شده‌است.
 بخش مارلبرو ۹۴٫۴ کیلومتر مربع مساحت و ۴٬۲۲۷ نفر جمعیت دارد و ۳۷۱ متر بالاتر از سطح دریا واقع شده‌است.